# پیست

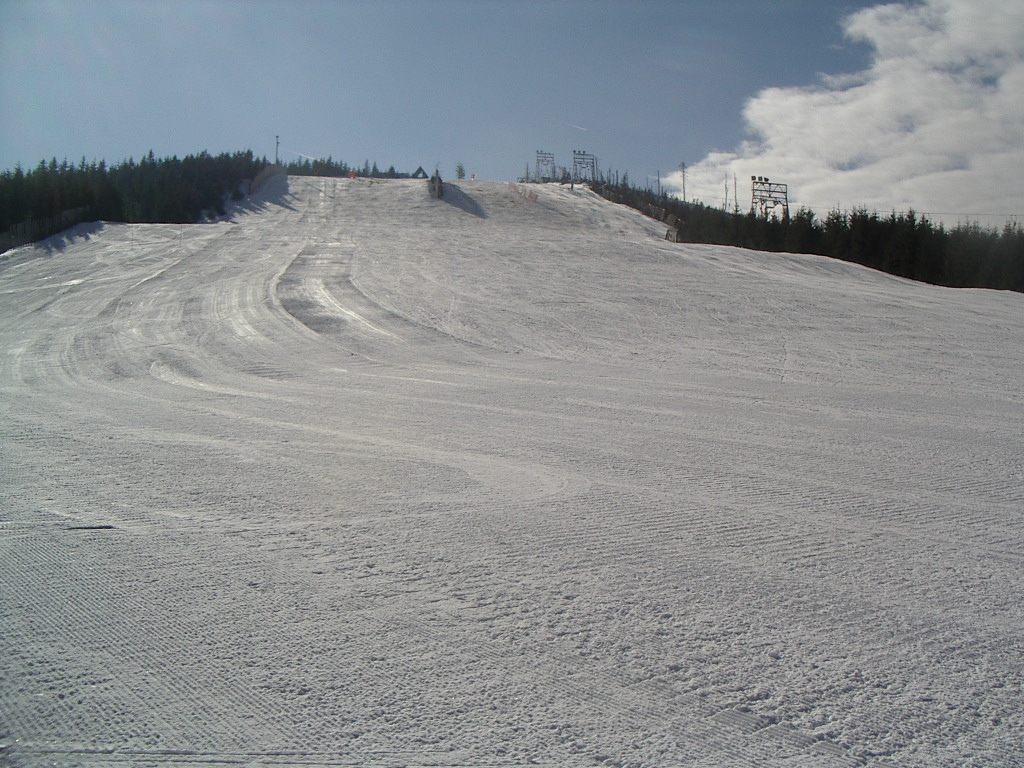
پیست آماده نشده در زیبلزکل، آلمان

پیست (‎/piːst/‎) یک مسیر دارای علامت برای اسکی روی برف، اسنوبورد یا سایر ورزش‌های کوهستانی است.
این اصطلاح اروپایی فرانسوی است (به معنای دنباله، آهنگ).
به‌طور معمول، درجه‌بندی پیست توسط تفرجگاه انجام می‌شود و درجه‌ها متناسب با سایر مسیرها در آن تفرجگاه است. اسکی بازها نباید فرض کنند درجه‌ها در دو تفرجگاه متفاوت کاملاً برابر است.